# Historicita
Historicita v oblasti zkoumání dějin je faktická existence nějaké osoby, jevu nebo události. Slovo se používá pro odlišení skutečně v minulosti existujícího od mýtů a legend. Otázka historicity bývá důležitá zejména při zkoumání stranicky zaujatých pramenů. Například se často kladla otázka historicity osob a dějů popsaných v bibli a jiných starých náboženských textech (náboženské zaujetí pisatelů) anebo historicity národních legend různých zemí (v Česku zejména spor o pravost Rukopisů v 19. a 20. století). Historicitu v tomto smyslu je potřeba odlišit od historicity ve smyslu dějinné podmíněnosti a zakotvenosti lidské společnosti.